# Női jégkorong-válogatottak a 2014. évi téli olimpiai játékokon
Ez a szócikk tartalmazza a 2014. évi téli olimpiai játékokon részt vevő női jégkorong-válogatottak által nevezett játékosok listáját. A csapatok három kapust és 18 mezőnyjátékost nevezhettek.
A játékosok (vezetőedzők) adatai a 2014. február 8-i állapotnak megfelelőek. A táblázatokban található posztok rövidítései: K – Kapus, V – Védő, T – Támadó.

## A csoport

### Kanada
| Kanadai nemzeti női jégkorongcsapat-játékoskeret | Kanadai nemzeti női jégkorongcsapat-játékoskeret | Kanadai nemzeti női jégkorongcsapat-játékoskeret | Kanadai nemzeti női jégkorongcsapat-játékoskeret | Kanadai nemzeti női jégkorongcsapat-játékoskeret | Kanadai nemzeti női jégkorongcsapat-játékoskeret | Kanadai nemzeti női jégkorongcsapat-játékoskeret |
| #                                                | Név                                              | Poszt                                            | Magasság                                         | Súly                                             | Kor                                              | Klub                                             |
| ------------------------------------------------ | ------------------------------------------------ | ------------------------------------------------ | ------------------------------------------------ | ------------------------------------------------ | ------------------------------------------------ | ------------------------------------------------ |
| 1                                                | Shannon Szabados                                 | K                                                | 175 cm                                           | 65 kg                                            | 1986. augusztus 6. (27 évesen)                   | Northern Alberta Institute of Technology         |
| 31                                               | Geneviève Lacasse                                | K                                                | 173 cm                                           | 67 kg                                            | 1989. május 5. (24 évesen)                       | Boston Blades                                    |
| 32                                               | Charline Labonté                                 | K                                                | 175 cm                                           | 78 kg                                            | 1982. október 15. (31 évesen)                    | Montreal Stars                                   |
| 3                                                | Jocelyne Larocque                                | V                                                | 170 cm                                           | 63 kg                                            | 1988. május 19. (25 évesen)                      | Calgary Inferno                                  |
| 5                                                | Lauriane Rougeau                                 | V                                                | 173 cm                                           | 75 kg                                            | 1990. április 12. (23 évesen)                    | Cornell Big Red                                  |
| 8                                                | Laura Fortino                                    | V                                                | 164 cm                                           | 62 kg                                            | 1991. január 30. (23 évesen)                     | Cornell Big Red                                  |
| 12                                               | Meaghan Mikkelson                                | V                                                | 175 cm                                           | 88 kg                                            | 1985. január 4. (29 évesen)                      | Calgary Inferno                                  |
| 18                                               | Catherine Ward A                                 | V                                                | 168 cm                                           | 67 kg                                            | 1987. február 27. (26 évesen)                    | Montreal Stars                                   |
| 27                                               | Tara Watchorn                                    | V                                                | 178 cm                                           | 76 kg                                            | 1990. május 30. (23 évesen)                      | Calgary Inferno                                  |
| 2                                                | Meghan Agosta                                    | T                                                | 168 cm                                           | 67 kg                                            | 1987. február 12. (26 évesen)                    | Montreal Stars                                   |
| 6                                                | Rebecca Johnston                                 | T                                                | 170 cm                                           | 76 kg                                            | 1989. szeptember 24. (24 évesen)                 | Toronto Furies                                   |
| 9                                                | Jennifer Wakefield                               | T                                                | 175 cm                                           | 77 kg                                            | 1989. június 15. (24 évesen)                     | Toronto Furies                                   |
| 10                                               | Gillian Apps                                     | T                                                | 183 cm                                           | 80 kg                                            | 1983. november 2. (30 évesen)                    | Brampton Thunder                                 |
| 13                                               | Caroline Ouellette C                             | T                                                | 180 cm                                           | 77 kg                                            | 1979. május 25. (34 évesen)                      | Montreal Stars                                   |
| 15                                               | Mélodie Daoust                                   | T                                                | 163 cm                                           | 71 kg                                            | 1992. január 7. (22 évesen)                      | McGill Marlets                                   |
| 16                                               | Jayna Hefford A                                  | T                                                | 163 cm                                           | 63 kg                                            | 1977. május 14. (36 évesen)                      | Brampton Thunder                                 |
| 19                                               | Brianne Jenner                                   | T                                                | 175 cm                                           | 70 kg                                            | 1991. május 4. (22 évesen)                       | Cornell Big Red                                  |
| 21                                               | Haley Irwin                                      | T                                                | 170 cm                                           | 78 kg                                            | 1988. június 6. (25 évesen)                      | Montreal Stars                                   |
| 22                                               | Hayley Wickenheiser A                            | T                                                | 178 cm                                           | 77 kg                                            | 1978. augusztus 12. (35 évesen)                  | Calgary Dinos                                    |
| 24                                               | Natalie Spooner                                  | T                                                | 178 cm                                           | 77 kg                                            | 1990. október 17. (23 évesen)                    | Toronto Furies                                   |
| 29                                               | Marie-Philip Poulin                              | T                                                | 169 cm                                           | 72 kg                                            | 1991. március 28. (22 évesen)                    | Boston University Terriers                       |
| Vezetőedző: Kevin Dineen                         |                                                  |                                                  |                                                  |                                                  |                                                  |                                                  |

### Egyesült Államok
| Amerikai nemzeti női jégkorongcsapat-játékoskeret | Amerikai nemzeti női jégkorongcsapat-játékoskeret | Amerikai nemzeti női jégkorongcsapat-játékoskeret | Amerikai nemzeti női jégkorongcsapat-játékoskeret | Amerikai nemzeti női jégkorongcsapat-játékoskeret | Amerikai nemzeti női jégkorongcsapat-játékoskeret | Amerikai nemzeti női jégkorongcsapat-játékoskeret |
| #                                                 | Név                                               | Poszt                                             | Magasság                                          | Súly                                              | Kor                                               | Klub                                              |
| ------------------------------------------------- | ------------------------------------------------- | ------------------------------------------------- | ------------------------------------------------- | ------------------------------------------------- | ------------------------------------------------- | ------------------------------------------------- |
| 29                                                | Brianne McLaughlin                                | K                                                 | 174 cm                                            | 59 kg                                             | 1987. június 20. (26 évesen)                      | Burlington Barracudas                             |
| 30                                                | Molly Schaus                                      | K                                                 | 175 cm                                            | 71 kg                                             | 1988. július 29. (25 évesen)                      | Boston Blades                                     |
| 31                                                | Jessie Vetter                                     | K                                                 | 174 cm                                            | 70 kg                                             | 1985. december 19. (28 évesen)                    | Oregon Outlaws                                    |
| 2                                                 | Lee Stecklein                                     | V                                                 | 183 cm                                            | 77 kg                                             | 1994. április 23. (19 évesen)                     | Minnesota Golden Gophers                          |
| 9                                                 | Megan Bozek                                       | V                                                 | 174 cm                                            | 77 kg                                             | 1991. március 27. (22 évesen)                     | Minnesota Golden Gophers                          |
| 15                                                | Anne Schleper                                     | V                                                 | 177 cm                                            | 77 kg                                             | 1990. január 30. (24 évesen)                      | Boston Blades                                     |
| 19                                                | Giselei Marvin                                    | V                                                 | 174 cm                                            | 74 kg                                             | 1987. március 7. (26 évesen)                      | Boston Blades                                     |
| 22                                                | Kacey Bellamy                                     | V                                                 | 170 cm                                            | 66 kg                                             | 1987. április 22. (26 évesen)                     | Boston Blades                                     |
| 23                                                | Michelle Picard                                   | V                                                 | 163 cm                                            | 68 kg                                             | 1993. május 27. (20 évesen)                       | Harvard Crimson                                   |
| 24                                                | Josephine Pucci                                   | V                                                 | 174 cm                                            | 68 kg                                             | 1990. december 27. (23 évesen)                    | Harvard Crimson                                   |
| 7                                                 | Monique Lamoureux                                 | T                                                 | 167 cm                                            | 70 kg                                             | 1989. július 3. (24 évesen)                       | University of North Dakota                        |
| 10                                                | Meghan Duggan C                                   | T                                                 | 178 cm                                            | 73 kg                                             | 1987. szeptember 3. (26 évesen)                   | Boston Blades                                     |
| 13                                                | Julie Chu                                         | T                                                 | 174 cm                                            | 67 kg                                             | 1982. március 13. (31 évesen)                     | Montreal Stars                                    |
| 14                                                | Brianna Decker                                    | T                                                 | 163 cm                                            | 67 kg                                             | 1991. május 13. (22 évesen)                       | Wisconsin Badgers                                 |
| 16                                                | Kelli Stack                                       | T                                                 | 165 cm                                            | 62 kg                                             | 1988. január 13. (26 évesen)                      | Boston Blades                                     |
| 17                                                | Jocelyne Lamoureux                                | T                                                 | 167 cm                                            | 70 kg                                             | 1989. július 3. (24 évesen)                       | University of North Dakota                        |
| 18                                                | Lyndsey Fry                                       | T                                                 | 174 cm                                            | 77 kg                                             | 1992. október 30. (21 évesen)                     | Harvard Crimson                                   |
| 21                                                | Hilary Knight                                     | T                                                 | 180 cm                                            | 78 kg                                             | 1989. július 12. (24 évesen)                      | Boston Blades                                     |
| 25                                                | Alexandra Carpenter                               | T                                                 | 170 cm                                            | 70 kg                                             | 1994. április 13. (19 évesen)                     | Boston College Eagles                             |
| 26                                                | Kendall Coyne                                     | T                                                 | 157 cm                                            | 57 kg                                             | 1992. május 25. (21 évesen)                       | Northeastern Huskies                              |
| 28                                                | Amanda Kessel                                     | T                                                 | 164 cm                                            | 64 kg                                             | 1991. augusztus 28. (22 évesen)                   | Minnesota Golden Gophers                          |
| Vezetőedző:                                       |                                                   |                                                   |                                                   |                                                   |                                                   |                                                   |

### Finnország
| Finn nemzeti női jégkorongcsapat-játékoskeret | Finn nemzeti női jégkorongcsapat-játékoskeret | Finn nemzeti női jégkorongcsapat-játékoskeret | Finn nemzeti női jégkorongcsapat-játékoskeret | Finn nemzeti női jégkorongcsapat-játékoskeret | Finn nemzeti női jégkorongcsapat-játékoskeret | Finn nemzeti női jégkorongcsapat-játékoskeret |
| #                                             | Név                                           | Poszt                                         | Magasság                                      | Súly                                          | Kor                                           | Klub                                          |
| --------------------------------------------- | --------------------------------------------- | --------------------------------------------- | --------------------------------------------- | --------------------------------------------- | --------------------------------------------- | --------------------------------------------- |
| 1                                             | Eveliina Suonpää                              | K                                             | 173 cm                                        | 63 kg                                         | 1995. április 12. (18 évesen)                 | Team Oriflame Kuortane                        |
| 3                                             | Emma Terho                                    | V                                             | 159 cm                                        | 60 kg                                         | 1981. december 17. (32 évesen)                | Espoo Blues                                   |
| 4                                             | Rosa Lindstedt                                | V                                             | 186 cm                                        | 80 kg                                         | 1988. január 24. (26 évesen)                  | JYP Jyväskylä                                 |
| 5                                             | Anna Kilponen                                 | V                                             | 169 cm                                        | 74 kg                                         | 1995. május 16. (18 évesen)                   | Team Oriflame Kuortane                        |
| 6                                             | Jenni Hiirikoski C                            | V                                             | 162 cm                                        | 60 kg                                         | 1987. március 30. (26 évesen)                 | JYP Jyväskylä                                 |
| 7                                             | Mira Jalosuo                                  | V                                             | 184 cm                                        | 80 kg                                         | 1989. február 3. (25 évesen)                  | SZK Szkif                                     |
| 9                                             | Venla Hovi                                    | T                                             | 169 cm                                        | 63 kg                                         | 1987. október 28. (26 évesen)                 | KalPa Kuopio                                  |
| 10                                            | Linda Välimäki                                | T                                             | cm                                            | 70 kg                                         | 1990. május 31. (23 évesen)                   | Espoo Blues                                   |
| 11                                            | Anniina Rajahuhta                             | T                                             | cm                                            | 70 kg                                         | 1989. március 8. (24 évesen)                  | Espoo Blues                                   |
| 13                                            | Riikka Välilä                                 | T                                             | cm                                            | 63 kg                                         | 1973. június 12. (40 évesen)                  | JYP Jyväskylä                                 |
| 15                                            | Minttu Tuominen                               | T                                             | cm                                            | 70 kg                                         | 1990. június 26. (23 évesen)                  | Espoo Blues                                   |
| 16                                            | Vilma Tanskanen                               | T                                             | cm                                            | 66 kg                                         | 1995. április 14. (18 évesen)                 | Team Oriflame Kuortane                        |
| 18                                            | Meeri Räisänen                                | K                                             | cm                                            | 62 kg                                         | 1989. december 2. (24 évesen)                 | JYP Jyväskylä                                 |
| 20                                            | Saija Tarkki                                  | V                                             | 172 cm                                        | 60 kg                                         | 1982. december 29. (31 évesen)                | Oulun Kärpät                                  |
| 21                                            | Michelle Karvinen                             | T                                             | cm                                            | 69 kg                                         | 1990. március 27. (23 évesen)                 | University of North Dakota                    |
| 23                                            | Nina Tikkinen                                 | T                                             | 170 cm                                        | 66 kg                                         | 1987. február 6. (27 évesen)                  | Oulun Kärpät                                  |
| 29                                            | Karoliina Rantamäki                           | T                                             | cm                                            | 65 kg                                         | 1978. február 23. (35 évesen)                 | SZK Szkif                                     |
| 41                                            | Noora Räty                                    | K                                             | 165 cm                                        | 70 kg                                         | 1989. május 29. (24 évesen)                   | Ilves Tampere                                 |
| 77                                            | Susanna Tapani                                | T                                             | 177 cm                                        | 64 kg                                         | 1993. március 2. (20 évesen)                  | University of North Dakota                    |
| 80                                            | Tea Villilä                                   | V                                             | 168 cm                                        | 63 kg                                         | 1991. április 16. (22 évesen)                 | Minnesota–Duluth Bulldogs                     |
| 96                                            | Emma Nuutinen                                 | T                                             | 176 cm                                        | 73 kg                                         | 1996. december 7. (17 évesen)                 | Espoo Blues                                   |
| Vezetőedző:                                   |                                               |                                               |                                               |                                               |                                               |                                               |

### Svájc
| Svájci nemzeti női jégkorongcsapat-játékoskeret | Svájci nemzeti női jégkorongcsapat-játékoskeret | Svájci nemzeti női jégkorongcsapat-játékoskeret | Svájci nemzeti női jégkorongcsapat-játékoskeret | Svájci nemzeti női jégkorongcsapat-játékoskeret | Svájci nemzeti női jégkorongcsapat-játékoskeret | Svájci nemzeti női jégkorongcsapat-játékoskeret |
| #                                               | Név                                             | Poszt                                           | Magasság                                        | Súly                                            | Kor                                             | Klub                                            |
| ----------------------------------------------- | ----------------------------------------------- | ----------------------------------------------- | ----------------------------------------------- | ----------------------------------------------- | ----------------------------------------------- | ----------------------------------------------- |
| 1                                               | Janine Alder                                    | K                                               | 161 cm                                          | 53 kg                                           | 1995. július 5. (18 évesen)                     | EHC Winterthur                                  |
| 28                                              | Sophie Anthamatten                              | K                                               | 171 cm                                          | 72 kg                                           | 1991. augusztus 26. (22 évesen)                 | EHC Saastal                                     |
| 41                                              | Florence Schelling                              | K                                               | 174 cm                                          | 65 kg                                           | 1989. március 9. (24 évesen)                    | EHC Bülach                                      |
| 22                                              | Livia Altmann                                   | V                                               | 165 cm                                          | 64 kg                                           | 1994. december 13. (19 évesen)                  | ZSC Lions                                       |
| 21                                              | Laura Benz                                      | V                                               | 172 cm                                          | 63 kg                                           | 1992. augusztus 25. (21 évesen)                 | ZSC Lions                                       |
| 10                                              | Nicole Bullo                                    | V                                               | 160 cm                                          | 56 kg                                           | 1987. július 18. (26 évesen)                    | HC Lugano                                       |
| 3                                               | Sarah Forster                                   | V                                               | 169 cm                                          | 55 kg                                           | 1993. május 19. (20 évesen)                     | HC Ajoie                                        |
| 11                                              | Angela Frautschi                                | V                                               | 169 cm                                          | 73 kg                                           | 1987. június 5. (26 évesen)                     | ZSC Lions                                       |
| 6                                               | Julia Marty                                     | V                                               | 169 cm                                          | 69 kg                                           | 1988. április 16. (25 évesen)                   | Linkopings HC                                   |
| 92                                              | Sandra Thalmann                                 | V                                               | 163 cm                                          | 68 kg                                           | 1992. december 18. (21 évesen)                  | SC Reinach                                      |
| 13                                              | Sara Benz                                       | T                                               | 163 cm                                          | 55 kg                                           | 1992. augusztus 25. (21 évesen)                 | ZSC Lions                                       |
| 61                                              | Romy Eggimann                                   | T                                               | 157 cm                                          | 54 kg                                           | 1995. szeptember 29. (18 évesen)                | HC Lugano                                       |
| 17                                              | Jessica Lutz                                    | T                                               | 174 cm                                          | 65 kg                                           | 1989. május 24. (24 évesen)                     | Ronin                                           |
| 9                                               | Stefany Marty                                   | T                                               | 168 cm                                          | 72 kg                                           | 1988. április 16. (25 évesen)                   | Linkopings HC                                   |
| 25                                              | Alina Müller                                    | T                                               | 162 cm                                          | 50 kg                                           | 1998. március 12. (15 évesen)                   | EHC Winterthur                                  |
| 2                                               | Katrin Nabholz                                  | T                                               | 168 cm                                          | 56 kg                                           | 1986. április 3. (27 évesen)                    | ZSC Lions                                       |
| 14                                              | Evelina Raselli                                 | T                                               | 170 cm                                          | 64 kg                                           | 1992. május 3. (21 évesen)                      | HC Lugano                                       |
| 7                                               | Lara Stalder                                    | T                                               | 166 cm                                          | 60 kg                                           | 1994. május 15. (19 évesen)                     | Minnesota–Duluth Bulldogs                       |
| 88                                              | Phoebe Stanz                                    | T                                               | 163 cm                                          | 62 kg                                           | 1994. január 7. (20 évesen)                     | Yale Bulldogs                                   |
| 63                                              | Anja Stiefel                                    | T                                               | 160 cm                                          | 60 kg                                           | 1990. augusztus 9. (23 évesen)                  | HC Lugano                                       |
| 16                                              | Nina Waidacher                                  | T                                               | 170 cm                                          | 65 kg                                           | 1992. augusztus 23. (21 évesen)                 | St. Scholastica Saints                          |
| Vezetőedző:                                     |                                                 |                                                 |                                                 |                                                 |                                                 |                                                 |

## B csoport

### Svédország
| Svájci nemzeti női jégkorongcsapat-játékoskeret | Svájci nemzeti női jégkorongcsapat-játékoskeret | Svájci nemzeti női jégkorongcsapat-játékoskeret | Svájci nemzeti női jégkorongcsapat-játékoskeret | Svájci nemzeti női jégkorongcsapat-játékoskeret | Svájci nemzeti női jégkorongcsapat-játékoskeret | Svájci nemzeti női jégkorongcsapat-játékoskeret |
| #                                               | Név                                             | Poszt                                           | Magasság                                        | Súly                                            | Kor                                             | Klub                                            |
| ----------------------------------------------- | ----------------------------------------------- | ----------------------------------------------- | ----------------------------------------------- | ----------------------------------------------- | ----------------------------------------------- | ----------------------------------------------- |
| 1                                               | Sara Grahn                                      | K                                               | 170 cm                                          | 69 kg                                           | 1988. szeptember 25. (25 évesen)                | Brynäs IF                                       |
| 3                                               | Sofia Engström                                  | V                                               | 163 cm                                          | 63 kg                                           | 1988. július 3. (25 évesen)                     | Leksands IF                                     |
| 4                                               | Jenni Asserholt C                               | T                                               | 172 cm                                          | 71 kg                                           | 1988. április 8. (25 évesen)                    | Linköpings HC                                   |
| 6                                               | Lina Bäcklin                                    | V                                               | 169 cm                                          | 67 kg                                           | 1994. október 3. (19 évesen)                    | Brynäs IF                                       |
| 7                                               | Johanna Olofsson                                | V                                               | 169 cm                                          | 66 kg                                           | 1991. július 13. (22 évesen)                    | Modo Hockey                                     |
| 9                                               | Josefine Holmgren                               | V                                               | 175 cm                                          | 72 kg                                           | 1993. április 11. (20 évesen)                   | Brynäs IF                                       |
| 10                                              | Emilia Andersson                                | V                                               | 163 cm                                          | 63 kg                                           | 1988. augusztus 31. (25 évesen)                 | Linköpings HC                                   |
| 11                                              | Cecilia Östberg                                 | T                                               | 166 cm                                          | 67 kg                                           | 1991. január 15. (23 évesen)                    | Leksands IF                                     |
| 13                                              | Lina Wester                                     | T                                               | 170 cm                                          | 65 kg                                           | 1992. november 7. (21 évesen)                   | Leksands IF                                     |
| 16                                              | Pernilla Winberg                                | T                                               | 165 cm                                          | 63 kg                                           | 1989. február 24. (24 évesen)                   | Munksund-Skuthamns SK                           |
| 17                                              | Linnea Bäckman                                  | V                                               | 167 cm                                          | 66 kg                                           | 1991. április 18. (22 évesen)                   | AIK IF                                          |
| 18                                              | Anna Borgqvist                                  | T                                               | 163 cm                                          | 63 kg                                           | 1992. június 11. (21 évesen)                    | Brynäs IF                                       |
| 19                                              | Maria Lindh                                     | T                                               | 176 cm                                          | 63 kg                                           | 1993. szeptember 29. (20 évesen)                | Modo Hockey                                     |
| 20                                              | Fanny Rask                                      | T                                               | 168 cm                                          | 64 kg                                           | 1991. május 21. (22 évesen)                     | AIK IF                                          |
| 21                                              | Erica Udén Johansson                            | T                                               | 171 cm                                          | 72 kg                                           | 1989. július 20. (24 évesen)                    | IF Sundsvall Hockey                             |
| 22                                              | Emma Eliasson                                   | V                                               | 167 cm                                          | 68 kg                                           | 1989. június 12. (24 évesen)                    | Munksund-Skuthamns SK                           |
| 24                                              | Erika Grahm                                     | T                                               | 174 cm                                          | 70 kg                                           | 1991. január 26. (23 évesen)                    | Modo Hockey                                     |
| 27                                              | Emma Nordin                                     | T                                               | 168 cm                                          | 70 kg                                           | 1991. március 22. (22 évesen)                   | Modo Hockey                                     |
| 28                                              | Michelle Löwenhielm                             | T                                               | 172 cm                                          | 67 kg                                           | 1995. március 22. (18 évesen)                   | AIK IF                                          |
| 30                                              | Kim Martin Hasson                               | K                                               | 166 cm                                          | 68 kg                                           | 1986. február 28. (27 évesen)                   | Linköpings HC                                   |
| 35                                              | Valentina Wallner                               | K                                               | 170 cm                                          | 65 kg                                           | 1990. március 30. (23 évesen)                   | Modo Hockey                                     |
| Vezetőedző:                                     |                                                 |                                                 |                                                 |                                                 |                                                 |                                                 |

### Oroszország
| Orosz nemzeti női jégkorongcsapat-játékoskeret | Orosz nemzeti női jégkorongcsapat-játékoskeret | Orosz nemzeti női jégkorongcsapat-játékoskeret | Orosz nemzeti női jégkorongcsapat-játékoskeret | Orosz nemzeti női jégkorongcsapat-játékoskeret | Orosz nemzeti női jégkorongcsapat-játékoskeret | Orosz nemzeti női jégkorongcsapat-játékoskeret |
| #                                              | Név                                            | Poszt                                          | Magasság                                       | Súly                                           | Kor                                            | Klub                                           |
| ---------------------------------------------- | ---------------------------------------------- | ---------------------------------------------- | ---------------------------------------------- | ---------------------------------------------- | ---------------------------------------------- | ---------------------------------------------- |
| 97                                             | Anna Vinogradova                               | K                                              | 167 cm                                         | 69 kg                                          | 1991. április 6. (22 évesen)                   | HK Fakel                                       |
| 20                                             | Julija Leszkina                                | K                                              | 178 cm                                         | 76 kg                                          | 1991. február 9. (23 évesen)                   | Szpartak-Merkurij Jekatyerinburg               |
| 1                                              | Anna Prugova                                   | K                                              | 175 cm                                         | 62 kg                                          | 1993. november 20. (20 évesen)                 | HK Tornado                                     |
| 2                                              | Angelina Goncsarenko                           | V                                              | 177 cm                                         | 67 kg                                          | 1994. május 23. (19 évesen)                    | HK Agigyel                                     |
| 77                                             | Inna Gyubanok                                  | V                                              | 170 cm                                         | 74 kg                                          | 1990. február 20. (23 évesen)                  | HK Fakel                                       |
| 44                                             | Alekszandra Kapusztyina                        | V                                              | 166 cm                                         | 74 kg                                          | 1994. április 7. (19 évesen)                   | SZK Szkif                                      |
| 34                                             | Szvetlana Tkacsova                             | V                                              | 170 cm                                         | 68 kg                                          | 1984. november 3. (29 évesen)                  | HK Tornado                                     |
| 4                                              | Aljona Homics                                  | V                                              | 168 cm                                         | 53 kg                                          | 1981. február 26. (32 évesen)                  | HK Agigyel                                     |
| 70                                             | Anna Sibanova                                  | V                                              | 162 cm                                         | 62 kg                                          | 1994. november 10. (19 évesen)                 | HK Agigyel                                     |
| 21                                             | Anna Scsukina                                  | V                                              | 171 cm                                         | 76 kg                                          | 1987. november 5. (26 évesen)                  | HK Tornado                                     |
| 23                                             | Tatyjana Burina                                | T                                              | 163 cm                                         | 66 kg                                          | 1980. március 20. (33 évesen)                  | HK Tornado                                     |
| 9                                              | Alekszandra Vafina                             | T                                              | 165 cm                                         | 58 kg                                          | 1990. július 28. (23 évesen)                   | HK Fakel                                       |
| 8                                              | Ija Gavrilova                                  | T                                              | 173 cm                                         | 67 kg                                          | 1987. szeptember 3. (26 évesen)                | HK Tornado                                     |
| 95                                             | Jelena Gyergacsova                             | T                                              | 159 cm                                         | 57 kg                                          | 1995. november 9. (18 évesen)                  | HK Agigyel                                     |
| 25                                             | Jekatyerina Lebegyeva                          | T                                              | 165 cm                                         | 69 kg                                          | 1989. szeptember 14. (24 évesen)               | HK Fakel                                       |
| 72                                             | Jekatyerina Paskevics                          | T                                              | 178 cm                                         | 85 kg                                          | 1972. december 19. (41 évesen)                 | HK Agigyel                                     |
| 55                                             | Galina Szkiba                                  | T                                              | 163 cm                                         | 66 kg                                          | 1984. május 9. (29 évesen)                     | HK Tornado                                     |
| 17                                             | Jekatyerina Szmolenceva                        | T                                              | 170 cm                                         | 67 kg                                          | 1981. szeptember 15. (32 évesen)               | HK Tornado                                     |
| 88                                             | Jekatyerina Szmolina                           | T                                              | 162 cm                                         | 58 kg                                          | 1988. október 8. (25 évesen)                   | HK Tornado                                     |
| 18                                             | Olga Szoszina                                  | T                                              | 160 cm                                         | 66 kg                                          | 1992. július 27. (21 évesen)                   | SZK Szkif                                      |
| 29                                             | Anna Sohina                                    | T                                              | 165 cm                                         | 62 kg                                          | 1997. június 23. (16 évesen)                   | HK Tornado                                     |
| Vezetőedző: Mihail Csekanov                    |                                                |                                                |                                                |                                                |                                                |                                                |

### Németország
| Német nemzeti női jégkorongcsapat-játékoskeret | Német nemzeti női jégkorongcsapat-játékoskeret | Német nemzeti női jégkorongcsapat-játékoskeret | Német nemzeti női jégkorongcsapat-játékoskeret | Német nemzeti női jégkorongcsapat-játékoskeret | Német nemzeti női jégkorongcsapat-játékoskeret | Német nemzeti női jégkorongcsapat-játékoskeret |
| #                                              | Név                                            | Poszt                                          | Magasság                                       | Súly                                           | Kor                                            | Klub                                           |
| ---------------------------------------------- | ---------------------------------------------- | ---------------------------------------------- | ---------------------------------------------- | ---------------------------------------------- | ---------------------------------------------- | ---------------------------------------------- |
| 3                                              | Sophie Kratzer                                 | T                                              | 171 cm                                         | 74 kg                                          | 1989. április 20. (24 évesen)                  | ESC Planegg-Würmtal                            |
| 4                                              | Jessica Hammerl                                | V                                              | 161 cm                                         | 63 kg                                          | 1988. július 10. (25 évesen)                   | TSV Erding II                                  |
| 5                                              | Manuela Anwander                               | T                                              | 164 cm                                         | 68 kg                                          | 1992. január 9. (22 évesen)                    | ERC Ingolstadt                                 |
| 6                                              | Bettina Evers                                  | V                                              | 167 cm                                         | 70 kg                                          | 1981. augusztus 17. (32 évesen)                | ESC Planegg-Würmtal                            |
| 7                                              | Nina Kamenik                                   | T                                              | 161 cm                                         | 57 kg                                          | 1985. április 27. (28 évesen)                  | OSC Berlin                                     |
| 8                                              | Julia Zorn                                     | T                                              | 170 cm                                         | 73 kg                                          | 1990. február 6. (24 évesen)                   | ESC Planegg-Würmtal                            |
| 10                                             | Anja Weisser                                   | V                                              | 174 cm                                         | 74 kg                                          | 1991. október 2. (22 évesen)                   | University of Prince Edward Island             |
| 12                                             | Susann Götz                                    | V                                              | 163 cm                                         | 65 kg                                          | 1982. december 14. (31 évesen)                 | OSC Berlin                                     |
| 13                                             | Ivonne Schröder                                | K                                              | 177 cm                                         | 67 kg                                          | 1988. július 25. (25 évesen)                   | ELV Tornado Niesky                             |
| 14                                             | Jacqueline Janzen                              | T                                              | 178 cm                                         | 83 kg                                          | 1993. november 29. (20 évesen)                 | ECDC Memmingen Indians                         |
| 15                                             | Andrea Lanzl                                   | T                                              | 162 cm                                         | 67 kg                                          | 1987. október 8. (26 évesen)                   | ERC Ingolstadt                                 |
| 17                                             | Sara Seiler                                    | T                                              | 169 cm                                         | 65 kg                                          | 1983. január 25. (31 évesen)                   | ERC Ingolstadt                                 |
| 18                                             | Susanne Fellner                                | V                                              | 159 cm                                         | 59 kg                                          | 1985. február 26. (28 évesen)                  | ECDC Memmingen Indians                         |
| 22                                             | Kerstin Spielberger                            | T                                              | 169 cm                                         | 61 kg                                          | 1995. december 14. (18 évesen)                 | EHC Klostersee U18                             |
| 23                                             | Tanja Eisenschmid                              | V                                              | 170 cm                                         | 63 kg                                          | 1993. április 20. (20 évesen)                  | University of North Dakota                     |
| 24                                             | Lisa Schuster                                  | V                                              | 169 cm                                         | 70 kg                                          | 1987. május 28. (26 évesen)                    | OSC Berlin                                     |
| 25                                             | Franziska Busch                                | T                                              | 163 cm                                         | 68 kg                                          | 1985. október 20. (28 évesen)                  | ECDC Memmingen Indians                         |
| 26                                             | Monika Bittner                                 | T                                              | 156 cm                                         | 59 kg                                          | 1988. január 29. (26 évesen)                   | ESC Planegg-Würmtal                            |
| 27                                             | Viona Harrer                                   | K                                              | 169 cm                                         | 55 kg                                          | 1986. november 5. (27 évesen)                  | EC Bad Tölz                                    |
| 30                                             | Jennifer Harß                                  | K                                              | 175 cm                                         | 65 kg                                          | 1987. július 14. (26 évesen)                   | ERC Sonthofen                                  |
| 81                                             | Maritta Becker                                 | T                                              | 168 cm                                         | 63 kg                                          | 1981. március 11. (32 évesen)                  | ERC Ingolstadt                                 |
| Vezetőedző:                                    |                                                |                                                |                                                |                                                |                                                |                                                |